# 사카에하마촌
사카에하마촌(일본어: 栄浜村 사카에하마무라[*])는 일본이 지배하던 시기의 사할린에 있던 마을이다. 법적으로는 1949년 6월 1일, 국가 행정 조직법 시행에 따라 폐지되었다. 1941년 12월 1일, 인구는 4,094명이였다.